# Epicrates monensis ssp. granti
Epicrates monensis ssp. granti је гмизавац из реда Squamata и фамилије Boidae. 

## Угроженост
Ова врста се сматра угроженом.

## Распрострањење
Врста је присутна у Девичанским острвима и Порторику.